# Bogdan-Daniel Deac
Bogdan-Daniel Deac (n. 8 octombrie 2001, Râmnicu Vâlcea, România) este un mare maestru la șah român. La data obținerii titlului de mare maestru, în iunie 2016, la vârsta de 14 ani, 7 luni și 27 de zile, a devenit cel mai tânăr mare maestru din Romania în acel moment. De asemenea, la obținerea titlului de maestru internațional, în 2014, la vârsta de 12 ani, 10 luni și 15 zile, a fost cel mai tânăr maestru internațional din Romania.

## Cariera șahistă
A început să joace șah la vârsta de șapte ani. În prezent este legitimat la două cluburi: Șah Club Râmnicu Vâlcea - unde a fost pregătit de antrenorul Ioan Varlan - și Clubul Sportiv Universitar Ploiești.
A câștigat cele trei norme necesare pentru obținerea titlului de maestru internațional la turneele: Tradewise Gibraltar (2014) - prima normă, Campionatul României la șah (mai, 2014) - a doua normă (obținând un scor de 7.5/11) și 29th Schwarzach Open (august, 2014) - a treia. Întrucât avea deja 2400 de puncte Elo (necesare pentru obținerea titlului de maestru internațional) încă din iulie, 2014, titlul de mare maestru a intrat în vigoare din runda a noua a turneului (care a avut loc pe 23 august 2014), când a reușit să remizeze în fața marelui maestru Vitaly Kunin.
Normele necesare pentru titlul de mare maestru le-a obținut la turneele: Zalakaros Open 2015 - prima, Graz Open, în februarie, 2016 - a doua - și Zalakaros Open, 4 iunie 2016 - a treia și, implicit, titlul de mare maestru.
În 2015 a fost desemnat câștigătorul Turneului Regilor Romgaz la individual, reușind să-l învingă aici pe experimentatul jucător german Daniel Fridman.
În septembrie 2016, la Olimpiada Internațională de Șah din Baku, Azerbaidjan, Bogdan-Daniel Deac a jucat pentru echipa României la masa a treia terminând turneul cu un rezultat foarte bun: 7/10 puncte (+5-1=4). Singura înfrângere suferind-o - cu negrele - de la marele maestru georgian Levan Pantsulaia.

## Legături externe
- Un român devine marea speranță a șahului mondial, stiripesurse.ro